# Anthurium fendleri
Anthurium fendleri är en kallaväxtart som beskrevs av Heinrich Wilhelm Schott. Anthurium fendleri ingår i släktet Anthurium och familjen kallaväxter. Inga underarter finns listade.